# Funky Barn
Pour les articles homonymes, voir Barn.
Funky Barn est un jeu vidéo de simulation économique développé par Tantalus Media et édité par 505 Games, sorti en 2012 sur Wii U. Il sort la même année sur Nintendo 3DS sous le titre Funky Barn 3D, édité par Ubisoft.

## Système de jeu
Le joueur doit gérer l'exploitation d'une ferme.

## Accueil
- Jeuxvideo.com : 10/20 (Wii U)[1] - 11/20 (3DS)[2]